# Amerikaanse Maagdeneilanden op de Olympische Jeugdzomerspelen 2010
De Amerikaanse Maagdeneilanden nam deel aan de Olympische Jeugdzomerspelen 2010 in Singapore, de eerste editie van de Olympische Jeugdspelen.

## Medailleoverzicht
| Sport  | Olympiër    | Discipline | Medaille |
| ------ | ----------- | ---------- | -------- |
| Zeilen | Ian Barrows | dinghy (m) | Goud     |

## Deelnemers en resultaten
(m) = mannen, (v) = vrouwen 

### Atletiek
| Olympiër     | Discipline | Resultaat | Prestatie                                   |
| ------------ | ---------- | --------- | ------------------------------------------- |
| David Walter | 400 m (m)  | 23e       | 1R serie 2: 53,90 (6e) D-finale: 52,50 (3e) |

### Basketbal
| Olympiër                                                       | Discipline | Resultaat | Prestatie |
| -------------------------------------------------------------- | ---------- | --------- | --- |
| Amadius der Weer Kadeem Jones Javier Martinez Rasheed Swanston | jongens    | 16e       | groep D 28-12 Zuid-Afrika 34-28 Filipijnen 11-17 Spanje 17-27 Kroatië 9e-16e plaats KF: 15-31 Turkije HF 26-28 Egypte 15e/16e: 16-19 Centraal-Afrikaanse Republiek |

### Zeilen
| Olympiër       | Discipline | Resultaat | Prestatie                                                |
| -------------- | ---------- | --------- | -------------------------------------------------------- |
| Ian Barrows    | dinghy (m) | Goud      | 44 punten (86-42) (30-5-8-12-2-6-4-5-8-2-1-3)            |
|                |            |           |                                                          |
| Catherine Diaz | dinghy (v) | 29e       | 158 punten (208-50) (20-24-12-12-21-26-24-13-6-19-19-13) |

### Zwemmen
| Olympiër           | Discipline       | Resultaat | Prestatie                |
| ------------------ | ---------------- | --------- | ------------------------ |
| Brigitte Rasmussen | 50 m school (v)  | 19e       | 1R serie 4: 35,77 (7e)   |
| Brigitte Rasmussen | 100 m school (v) | 29e       | 1R serie 1: 1.20,38 (1e) |

Afghanistan · Albanië · Algerije · Amerikaanse Maagdeneilanden · Amerikaans-Samoa · Andorra · Angola · Antigua en Barbuda · Argentinië · Armenië · Aruba · Australië · Azerbeidzjan · Bahama's · Bahrein · Bangladesh · Barbados · België · Belize · Benin · Bermuda · Bhutan · Bolivia · Bosnië en Herzegovina · Botswana · Brazilië · Britse Maagdeneilanden · Brunei · Bulgarije · Burkina Faso · Burundi · Cambodja · Canada · Centraal-Afrikaanse Republiek · Chili · China · Chinees Taipei · Colombia · Comoren · Congo-Brazzaville · Congo-Kinshasa · Cookeilanden · Costa Rica · Cuba · Cyprus · Denemarken · Djibouti · Dominica · Dominicaanse Republiek · Duitsland · Ecuador · Egypte · El Salvador · Equatoriaal-Guinea · Eritrea · Estland · Ethiopië · Fiji · Filipijnen · Finland · Frankrijk · Gabon · Gambia · Georgië · Ghana · Grenada · Griekenland · Groot-Brittannië · Guam · Guatemala · Guinee · Guinee‑Bissau · Guyana · Haïti · Honduras · Hongarije · Hongkong · Ierland · IJsland · India · Indonesië · Irak · Iran · Israël · Italië · Ivoorkust · Jamaica · Japan · Jemen · Jordanië · Kaaimaneilanden · Kaapverdië · Kameroen · Kazachstan · Kenia · Kirgizië · Kiribati · Koeweit · Kroatië · Laos · Lesotho · Letland · Libanon · Liberia · Libië · Liechtenstein · Litouwen · Luxemburg · Macedonië · Madagaskar · Malawi · Malediven · Maleisië · Mali · Malta · Marshalleilanden · Marokko · Mauritanië · Mauritius · Mexico · Micronesië · Moldavië · Monaco · Mongolië · Montenegro · Mozambique · Myanmar · Namibië · Nauru · Nederland · Nederlandse Antillen · Nepal · Nicaragua · Nieuw-Zeeland · Niger · Nigeria · Noord-Korea · Noorwegen · Oeganda · Oekraïne · Oezbekistan · Oman · Oostenrijk · Oost‑Timor · Pakistan · Palau · Palestina · Panama · Papoea-Nieuw-Guinea · Paraguay · Peru · Polen · Portugal · Puerto Rico · Qatar · Roemenië · Rusland · Rwanda · Saint Kitts en Nevis · Saint Lucia · Saint Vincent en Grenadines · Salomonseilanden · Samoa · San Marino · Sao Tomé en Principe · Saoedi-Arabië · Senegal · Servië · Seychellen · Sierra Leone · Singapore · Slovenië · Slowakije · Soedan · Somalië · Spanje · Sri Lanka · Suriname · Swaziland · Syrië · Tadzjikistan · Tanzania · Thailand · Togo · Tonga · Trinidad en Tobago · Tsjaad · Tsjechië · Tunesië · Turkije · Turkmenistan · Tuvalu · Uruguay · Vanuatu · Venezuela · Verenigde Arabische Emiraten · Verenigde Staten · Vietnam · Wit-Rusland · Zambia · Zimbabwe · Zuid-Afrika · Zuid-Korea · Zweden · Zwitserland